# Neustadt (Westerwald)
Neustadt (oficialmente, Neustadt / Westerwald) es un municipio situado en el distrito de Westerwald, en el estado federado de Renania-Palatinado (Alemania). Tiene una población estimada, a mediados de 2023, de 578 habitantes.
Está integrado a la mancomunidad de municipios (verbandsgemeinde) de Rennerod.